# Пирофосфаты
Пирофосфаты — анионы, соли и эфиры пирофосфорной кислоты. Пирофосфаты первоначально были получены при нагревании фосфатов, что и дало им название (от др.-греч. πῦρ — «огонь, жар»).
Велико значение пирофосфатов в биохимии. Так, анион P2O74− (обозначается PPi, от англ. pyrophosphate inorganic — «пирофосфат неорганический») образуется, например, в результате гидролиза АТФ (англ. ATP) в АМФ (AMP) в клетке:
ATP → AMP + PPi

## Примеры
- Пирофосфат железа(III)
- Пирофосфат лютеция
- Пирофосфат неодима(III)
- Пирофосфат никеля(II)
- Пирофосфат серебра